# Georg Friedrich Erdmann Klette von Klettenhof
Georg Friedrich Erdmann Klette von Klettenhof (20. února 1766 Kamionki – 24. března 1846 Opava) byl slezským evangelickým šlechticem.
Studoval na univerzitě v Halle. V roce 1790 koupil statek Hradiště. Dne 20. září 1792 byl povýšen do šlechtického stavu s predikátem von Klettenhof a 11. října 1795 se oženil s Karolínou Beatou Parchwitzovou z Merkersdorfu. Působil jako tzv. církevní představený (tj. laický vedoucí) evangelíků při Ježíšově kostele v Těšíně. Publikoval odborné články o pěstování jetele a chovu dobytka. U příležitosti stého výročí Ježíšova kostela vydal roku 1809 v Brně německý Pamětní spis (Denkschrift); jeho polská verze vyšla téhož roku v Těšíně. Zemřel v Opavě, kde je také pohřben.[zdroj?]